# Tricia Sullivan

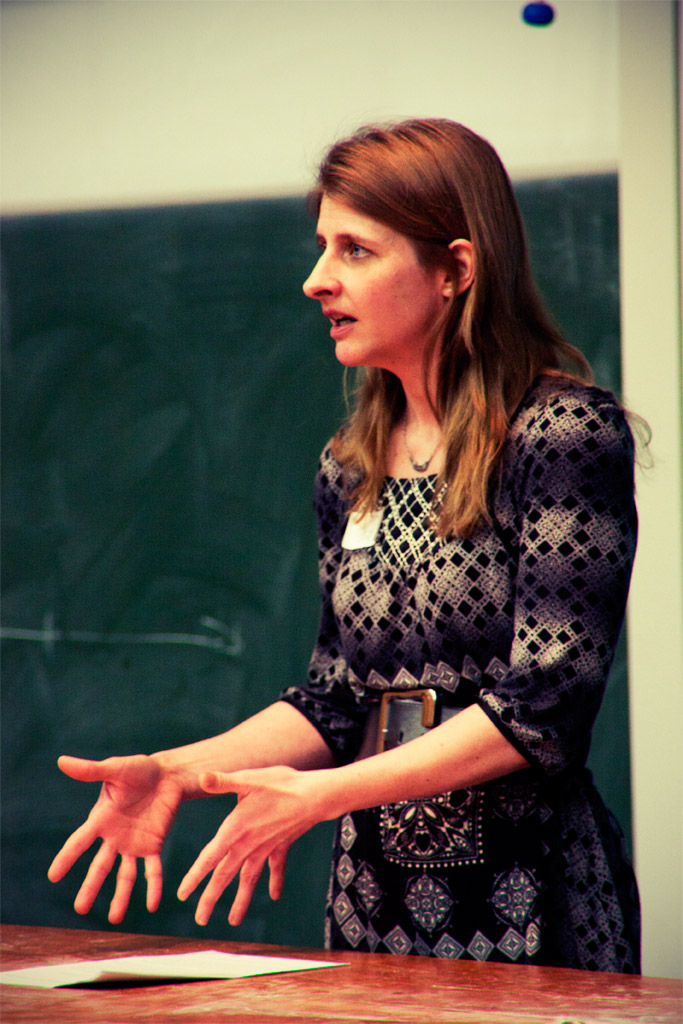
Tricia Sullivan (2012)

Tricia Anne Sullivan (* 7. Juli 1968 in New Jersey, USA) ist eine US-amerikanische Science-Fiction- und Fantasy-Autorin. Ihre Fantasy-Romane veröffentlicht sie unter dem Pseudonym Valery Leith.
Seit 1995 lebt sie in Großbritannien. Für ihren Roman Dreaming in Smoke erhielt sie 1999 den Arthur C. Clarke Award.

## Werk

### Everien (als Valery Leith)
- Vol. 1: The Company of Glass, 1999

Band 1: Die Schatten von Jai Pendu, Knaur, 2001, ISBN 3-426-70218-5
- Vol. 2: The Riddled Night, 2000

Band 2: Nacht und Istar, Knaur, 2001, ISBN 3-426-70219-3
- Vol. 3: The Way of the Rose, 2001

Band 3: Die Welt der Spiegel, Knaur, 2001, ISBN 3-426-70220-7 (war geplant, wurde aber nicht veröffentlicht)

### Einzelromane
- Lethe, 1995

Lethe, Heyne, 1998, ISBN 3-453-13966-6
- Someone to Watch over Me, 1997
- Dreaming in Smoke, 1999
- Maul, 2004
- Double Vision, 2006
- Sound Mind, 2007
- Lightborn, 2010
- Shadowboxer, 2014
- Occupy Me, 2016
- Sweet Dreams, 2017

### Kurzgeschichten
- Morpheus, 1995
- The Question Eaters, 1995
- The Secret Leaves, 1998 („Die geheimnisvollen Blätter“)
- The Spirit of Radio (2007)
- The Dog Hypnotist (2008)
- The Ecologist and the Avon Lady (2008)
- Post-Ironic Stress Syndrome (2008)
- The One That Got Away (2011)
- Electrify Me (2012)
- The Ambulance Chaser (2014)
- How to Grow Silence from Seed (2016)
- Who Lived in a Tree (2017)
- The Psychometry of Tuvan Currency (2017)
- Sweet Dreams Are Made of This (excerpt) (unknown)